# Суворе (Василівський район)
Суворе — село в Україні, у Роздольській сільській громаді Василівського району Запорізької області. Населення становить 24 осіб. До 2017 року орган місцевого самоврядування — Високівська сільська рада.

## Географія
Село Суворе розташоване за 88 км від обласного центру та 32 км від районного центру. Сусідні села: Водне (2 км) та Високе, Рівне (2,5 км). Найближча залізнична станція — Пришиб (за 11 км).

## Історія
Село засноване 1810 року, як хутір Ней-Нассау.
22 листопада 2017 року, в ході децентралізації, Високівська сільська рада об'єднана з Роздольською сільською громадою.
12 червня 2020 року, відповідно до розпорядження Кабінету Міністрів України № 713-р «Про визначення адміністративних центрів та затвердження територій територіальних громад Запорізької області», затверджено склад Роздольської сільської громади.
19 липня 2020 року, в результаті адміністративно-територіальної реформи і ліквідації Михайлівського району, село увійшло до складу новоутвореного Василівського району.